# Mohammad Aslani
Mohammad Aslani (pers.  محمد اصلانی; ur. 21 września 1976) – irański zapaśnik w stylu wolnym. Trzykrotny medalista mistrzostw Azji, złoto w 2003, srebro w 2000 i brąz w 2001 roku.